# Liste biblischer Personen/M
Diese Liste biblischer Personen führt Eigennamen von Personen auf, die in der Bibel vorkommen. Sie ist nach dem Alphabet auf mehrere Seiten aufgeteilt. Angegeben sind jene Bibelstellen, in denen die Person zuerst genannt wird. Namen von Orten, Bergen, Flüssen, Seen, Meeren, Inseln, Heiligtümern, Ländern, Völkern finden sich in der Liste geographischer und ethnographischer Bezeichnungen in der Bibel. 

## M
| Name (dt.)                                        | Name (Urtext)                                            | Bedeutung des Namens | Bibelstelle         | Person                                                                               |
| ------------------------------------------------- | -------------------------------------------------------- | --- | ------------------- | ------------------------------------------------------------------------------------ |
| Maacha                                            | מַעֲכָה maʿᵃḵâ                                              | unklar, vllt. „zerdrücken“ oder „dumm, töricht“ oder „Angriff“                                                                                    | Gen 22,24           | Sohn des Nahor und seiner Nebenfrau Rëuma                                            |
| Maacha                                            | מַעֲכָה maʿᵃḵâ                                              | unklar, vllt. „zerdrücken“ oder „dumm, töricht“ oder „Angriff“                                                                                    | 2 Sam 3,3 u. ö.     | Mutter Abschaloms, Frau König Davids, Tochter des Königs Talmai von Geschur          |
| Maacha                                            | מַעֲכָה maʿᵃḵâ                                              | unklar, vllt. „zerdrücken“ oder „dumm, töricht“ oder „Angriff“                                                                                    | 1 Kön 2,39          | Vater Achischs, des Königs von Gat                                                   |
| Maacha                                            | מַעֲכָה maʿᵃḵâ                                              | unklar, vllt. „zerdrücken“ oder „dumm, töricht“ oder „Angriff“                                                                                    | 1 Kön 15,2 u. ö.    | Mutter des Abija von Juda, Enkelin Abschaloms, Ehefrau Rehabeams                     |
| Maacha                                            | מַעֲכָה maʿᵃḵâ                                              | unklar, vllt. „zerdrücken“ oder „dumm, töricht“ oder „Angriff“                                                                                    | 1 Kön 15,10 u. ö.   | Mutter des Königs Asa                                                                |
| Maacha                                            | מַעֲכָה maʿᵃḵâ                                              | unklar, vllt. „zerdrücken“ oder „dumm, töricht“ oder „Angriff“                                                                                    | 1 Chr 2,48          | Nebenfrau Kalebs                                                                     |
| Maacha                                            | מַעֲכָה maʿᵃḵâ                                              | unklar, vllt. „zerdrücken“ oder „dumm, töricht“ oder „Angriff“                                                                                    | 1 Chr 7,15 f        | Schwester Machirs                                                                    |
| Maacha                                            | מַעֲכָה maʿᵃḵâ                                              | unklar, vllt. „zerdrücken“ oder „dumm, töricht“ oder „Angriff“                                                                                    | 1 Chr 8,29 u. ö.    | Frau Jëiëls, Mutter Gibeons                                                          |
| Maacha                                            | מַעֲכָה maʿᵃḵâ                                              | unklar, vllt. „zerdrücken“ oder „dumm, töricht“ oder „Angriff“                                                                                    | 1 Chr 11,43         | Vater Hanans                                                                         |
| Maacha                                            | מַעֲכָה maʿᵃḵâ                                              | unklar, vllt. „zerdrücken“ oder „dumm, töricht“ oder „Angriff“                                                                                    | 1 Chr 27,16         | Vater Schefatjas                                                                     |
| Maadai                                            | מַעֲדַי maʿᵃdaj                                             | vllt. „JHWH ist Schutz“, „JHWH ist Zuflucht“ | Esr 10,34           | In Mischehe Lebender, Nachkomme Banis                                                |
| Maadja                                            | מַעַדיָה maʿᵃdjâ                                            | vllt. „JHWH ist Schutz“, „JHWH ist Zuflucht“ | Neh 12,5            | Priester                                                                             |
| Maai                                              | מָעַי māʿaj                                                | unklar, vllt. „Eingeweide“, „Inneres“, „Bauch“ | Neh 12,36           | Levit                                                                                |
| Maaseja                                           | מַעֲשֵׂיָהוּ maʿᵃśējāhū                                        | „Werk JHWHs“ | 1 Chr 15,18.20      | Levit, bei der Überführung der Lade nach Jerusalem beteiligt, Harfenspieler          |
| Maaseja                                           | מַעֲשֵׂיָהוּ maʿᵃśējāhū                                        | „Werk JHWHs“ | 2 Chr 23,1          | Sohn Adajas, Führer einer Hundertschaft zur Zeit Ataljas                             |
| Maaseja                                           | מַעֲשֵׂיָהוּ maʿᵃśējāhū                                        | „Werk JHWHs“ | 2 Chr 26,11         | Beamter unter Usija                                                                  |
| Maaseja                                           | מַעֲשֵׂיָהוּ maʿᵃśējāhū                                        | „Werk JHWHs“ | 2 Chr 28,7          | Sohn des Königs Ahas                                                                 |
| Maaseja                                           | מַעֲשֵׂיָהוּ maʿᵃśējāhū                                        | „Werk JHWHs“ | 2 Chr 34,8          | Stadtoberster unter Joschija                                                         |
| Maaseja                                           | מַעֲשֵׂיָהוּ maʿᵃśējāhū                                        | „Werk JHWHs“ | Jer 35,4            | Schwellenwächter, Sohn Schallums                                                     |
| Maaseja                                           | מַעֲשֵׂיָה maʿᵃśējâ                                           | „Werk JHWHs“ | 1 Chr 6,25          | Sohn Malkijas, Vater Michaels, Vorfahr Asafs                                         |
| Maaseja                                           | מַעֲשֵׂיָה maʿᵃśējâ                                           | „Werk JHWHs“ | Esr 10,18           | Priester, in Mischehe lebend, Nachkomme Jeschuas                                     |
| Maaseja                                           | מַעֲשֵׂיָה maʿᵃśējâ                                           | „Werk JHWHs“ | Esr 10,21           | Priester, in Mischehe lebend, Nachkomme Harims                                       |
| Maaseja                                           | מַעֲשֵׂיָה maʿᵃśējâ                                           | „Werk JHWHs“ | Esr 10,22           | Priester, in Mischehe lebend, Nachkomme Paschhurs                                    |
| Maaseja                                           | מַעֲשֵׂיָה maʿᵃśējâ                                           | „Werk JHWHs“ | Esr 10,30           | Priester, in Mischehe lebend, Nachkomme Pahat-Moab                                   |
| Maaseja                                           | מַעֲשֵׂיָה maʿᵃśējâ                                           | „Werk JHWHs“ | Neh 3,23            | Vater Asarjas, Sohn Ananejas                                                         |
| Maaseja                                           | מַעֲשֵׂיָה maʿᵃśējâ                                           | „Werk JHWHs“ | Neh 8,4             | Anwesend bei der Gesetzesverlesung                                                   |
| Maaseja                                           | מַעֲשֵׂיָה maʿᵃśējâ                                           | „Werk JHWHs“ | Neh 8,7             | Levit                                                                                |
| Maaseja                                           | מַעֲשֵׂיָה maʿᵃśējâ                                           | „Werk JHWHs“ | Neh 10,26           | Volksoberhaupt                                                                       |
| Maaseja                                           | מַעֲשֵׂיָה maʿᵃśējâ                                           | „Werk JHWHs“ | Neh 11,5            | Sohn Baruchs, Einwohner Jerusalems                                                   |
| Maaseja                                           | מַעֲשֵׂיָה maʿᵃśējâ                                           | „Werk JHWHs“ | Neh 11,7            | Benjaminiter, Vater Kolajas, Sohn Itiëls                                             |
| Maaseja                                           | מַעֲשֵׂיָה maʿᵃśējâ                                           | „Werk JHWHs“ | Neh 12,41           | Priester                                                                             |
| Maaseja                                           | מַעֲשֵׂיָה maʿᵃśējâ                                           | „Werk JHWHs“ | Neh 12,42           | Levit                                                                                |
| Maaseja                                           | מַעֲשֵׂיָה maʿᵃśējâ                                           | „Werk JHWHs“ | Jer 21,1 u. ö.      | Vater des Priesters Zefanja                                                          |
| Maaseja                                           | מַעֲשֵׂיָה maʿᵃśējâ                                           | „Werk JHWHs“ | Jer 29,21           | Vater des falschen Propheten Zidkija                                                 |
| Maasja                                            | מַעַזְיָהוּ maʿazjāhū und מַעַזְיָה maʿazjâ                       | „JHWH ist Schutz“, „JHWH ist Zuflucht“ | 1 Chr 24,18 u. ö.   | Priester(geschlecht)                                                                 |
| Maaz                                              | מַעַץ maʿaṣ                                                | „[Gott] ist Rat“ oder „Zorn“ | 1 Chr 2,27          | Jerachmeeliter                                                                       |
| Machbannai                                        | מַכְבַּנַּי maḵbannaj                                          | unklar, vllt. „umhüllen“, „bekleiden“ oder „wer ist wie Bannu“                                                                                    | 1 Chr 12,14         | Held König Davids                                                                    |
| Machbena                                          | מַכְבֵּנָה maḵbēnâ                                            | „umhüllen“, „bekleiden“ | 1 Chr 2,49          | Kalibbiter                                                                           |
| Machi                                             | מָכִי maḵî                                                 | „Wer ist wie JHWH“ oder „niedrig sein“, „kraftlos sein“                                                                                           | Num 13,15           | Gaditer, Vater des Kundschafters Gëuël                                               |
| Machir                                            | מָכִיר maḵîr                                               | „[von Gott] gekauft“ | Gen 50,23 u. ö.     | Machir, Sohn Manasses, Vater Gileads                                                 |
| Machir                                            | מָכִיר maḵîr                                               | „[von Gott] gekauft“ | 2 Sam 9,4 u. ö.     | Machir, Sohn Ammiëls                                                                 |
| Machla                                            | מַחְלָה maḥlâ                                               | „kranksein“ oder „besänftigen“, „mild stimmen“ oder „verzeihen“, „erlassen“                                                                       | Num 26,33 u. ö.     | Tochter Zelofhads                                                                    |
| Machla                                            | מַחְלָה maḥlâ                                               | „kranksein“ oder „besänftigen“, „mild stimmen“ oder „verzeihen“, „erlassen“                                                                       | 1 Chr 7,18          | Sohn oder Tochter Molechets, der Tochter Machirs                                     |
| Machli                                            | מַחְלִי maḥlî                                               | vllt. „verzeihen“, „erlassen“ | Ex 6,19 u. ö.       | Sohn Meraris, Enkel Levis                                                            |
| Machli                                            | מַחְלִי maḥlî                                               | vllt. „verzeihen“, „erlassen“ | 1 Chr 23,23 u. ö.   | Levit                                                                                |
| Machlon                                           | מַחְלוֹן maḥlōn                                             | „Krankheit“ | Rut 1,2 u. ö.       | Efratiter, Sohn Elimelechs und Noomis                                                |
| Machnadbai                                        | מַכְנַדְבַי maḵnadḇaj                                         | „Wer ist wie Nadbai“ oder „von den Söhnen Assurs“, „vonden Söhnen Sachajs“                                                                        | Esr 10,40           | In Mischehe Lebender, Nachkomme Banis                                                |
| Machseja                                          | מַחְסֵיָה maḥsējâ                                            | „JHWH ist Zuflucht“ | Jer 32,12 u. ö.     | Großvater Baruchs und Serajas                                                        |
| Madai                                             | מָדַי mādaj                                                | „Medien“, „Meder“ | Gen 10,2 u. ö.      | Sohn Jafets, Enkel Noachs                                                            |
| Madmanna                                          | מַדְמַנָּה madmannâ                                           | „Misthaufen“ | 1 Chr 2,49          | Sohn Schaafs, Kalebiter                                                              |
| Magbisch                                          | מַגְבִּישׁ magbîš                                             | vllt. „aufhäufen“, „Hügel“ | Esr 2,30            | Oberhaupt einer Heimkehrerfamilie                                                    |
| Magdalena                                         | Μαγδαληνή Magdalēnē                                      | „die Magdalenerin“ | Lk 8,2 u. ö.        | Beiname der Maria                                                                    |
| Magdiël                                           | מַגְדִּיאֵל magdîʾēl                                          | „[meine] Kostbare Gabe ist Gott“, „das Beste ist Gott“                                                                                            | Gen 36,43 u. ö.     | Häuptling, Nachkomme Esaus                                                           |
| Magog                                             | מָגוֹג māgōg                                               | unsicher, vllt. künstliche Bildung zu Gog „Land Gogs“                                                                                             | Gen 10,2 u. ö.      | Sohn Jafets, Enkel Noachs                                                            |
| Magpiasch                                         | מַגְפִּיעָשׁ magpîʿāš                                          | unklar, vllt. „anhäufen“, „Hügel“ | Neh 10,21           | Volksoberhaupt                                                                       |
| Mahalalel                                         | מַהֲלַלְאֵל mahᵃlalʾēl                                        | vllt. „Gott ist strahlend“, „Gott lässt erstrahlen“ oder „Lobpreis Gottes“                                                                        | Gen 5,12 u. ö.      | Sohn Kenans, Vater Jereds                                                            |
| Mahalalel                                         | מַהֲלַלְאֵל mahᵃlalʾēl                                        | vllt. „Gott ist strahlend“, „Gott lässt erstrahlen“ oder „Lobpreis Gottes“                                                                        | Neh 11,4            | Judäer                                                                               |
| Mahalat                                           | מָחֲלַת maḥᵃlat                                             | vllt. „kranksein“ oder „besänftigen“, „mild stimmen“ oder „verzeihen“, „erlassen“                                                                 | Gen 28,9 u. ö.      | Tochter Ismaels, Enkelin Abrahams, Frau Esaus                                        |
| Mahalat                                           | מָחֲלַת maḥᵃlat                                             | vllt. „kranksein“ oder „besänftigen“, „mild stimmen“ oder „verzeihen“, „erlassen“                                                                 | 2 Chr 11,18 u. ö.   | Frau von König Rehabeam                                                              |
| Mahasiot                                          | מַחֲזִיאוֹת maḥᵃzîʾōt                                        | künstlicher Personenname, „Visionen“, „Spiegel“                                                                                                   | 1 Chr 25,4          | Tempelsänger, Sohn Hemans                                                            |
| Mahat                                             | מַחַת maḥat                                                | unsicher, vllt. „hart“, „stark“, „verständig“ oder „rein“                                                                                         | 1 Chr 6,20          | Levit, Sohn Amasais, Vater Elkanas                                                   |
| Mahat                                             | מַחַת maḥat                                                | unsicher, vllt. „hart“, „stark“, „verständig“ oder „rein“                                                                                         | 2 Chr 29,12         | Levit                                                                                |
| Mahat                                             | מַחַת maḥat                                                | unsicher, vllt. „hart“, „stark“, „verständig“ oder „rein“                                                                                         | 2 Chr 31,13         | Beamter                                                                              |
| Mahat                                             | Μάαθ Máath                                               | unsicher, vllt. „hart“, „stark“, „verständig“ oder „rein“                                                                                         | Lk 3,26             | Vorfahr Jesu, Sohn Mattitjas, Vater Naggais                                          |
| Maher-Schalal-Hasch-Bas auch: Raubebald-Eilebeute | מַהֵר שָׁלָל חָשׁ בַּז mahēr šālāl ḥāš baz                        | prophetischer Symbolname, verm. „Eile (zur) Beute! Man eilt (zum) Raub“                                                                           | Jes 8,1             | Sohn Jesajas                                                                         |
| Mahol                                             | מָחוֹל māḥōl                                               | unsicher, vllt. „[Gott] hat verziehen“, „[Gott] hat erlassen“ oder „verzeihen“, „erlassen“ oder „Tanz“, „Reigen“                                  | 1 Kön 5,11          | Vater der weisen Männer Heman, Kalkol und Darda                                      |
| Mahrai                                            | מַהְרַי mahraj                                              | „der Schnelle“ oder „Diener [Gottes]“, „Soldat [Gottes]“                                                                                          | 2 Sam 23,28 u. ö.   | Söldner Davids                                                                       |
| Malchus                                           | Μάλχος Málchos                                           | „König“ | Joh 18,10           | Diener des Hohepriesters, dem Petrus das Ohr abschlägt                               |
| Maleachi                                          | מַלְאָכִי malʾāḵî                                            | „mein (schützender) Engel [ist JHWH]“ oder „mein Bote“                                                                                            | Mal 1,1             | Prophet                                                                              |
| Malkam                                            | מַלְכָּם malkām                                              | „König“ | 1 Chr 18,9          | Benjaminit                                                                           |
| Malkiël                                           | מַלְכִּיאֵל malkîʾēl                                          | „König ist Gott“ | Gen 46,17 u. ö.     | Sohn Berias, Enkel Aschers                                                           |
| Malkija                                           | מַלְכִּיָּהוּ malkijjāhū                                        | „JHWH ist König“ | Jer 38,6            | aus der Familie Zedekias                                                             |
| Malkija                                           | מַלְכִּיָּה malkijjâ                                           | „JHWH ist König“ | 1 Chr 6,25          | Levit, Vorfahr Asafs                                                                 |
| Malkija                                           | מַלְכִּיָּה malkijjâ                                           | „JHWH ist König“ | Esr 10,25 u. ö.     | verschiedene Personen zur Zeit Esras                                                 |
| Malkija                                           | מַלְכִּיָּה malkijjâ                                           | „JHWH ist König“ | Neh 3,14 u. ö.      | mehrere am Mauerbau beteiligte Personen                                              |
| Malkija                                           | מַלְכִּיָּה malkijjâ                                           | „JHWH ist König“ | Neh 10,4            | Priester(familie) zur Zeit Nehemias                                                  |
| Malkija                                           | מַלְכִּיָּה malkijjâ                                           | „JHWH ist König“ | Neh 11,12 u. ö.     | Vater des Priesters Paschhur                                                         |
| Malkija                                           | מַלְכִּיָּה malkijjâ                                           | „JHWH ist König“ | Neh 12,42           | Priester zur Zeit Nehemias                                                           |
| Malkija                                           | מַלְכִּיָּה malkijjâ                                           | „JHWH ist König“ | Jer 21,1 u. ö.      | Vater des Beamten Paschhur                                                           |
| Malkiram                                          | מַלְכִּירָם malkîrām                                          | „[mein] König ist erhaben“ | 1 Chr 3,18          | Sohn Jojachins                                                                       |
| Malkischua                                        | מַלְכִּי־שׁוּעַ malkî-šūaʿ                                      | „mein König ist Hilfe“ oder „mein König ist edel“                                                                                                 | 1 Sam 14,49 u. ö.   | jüngster Sohn Sauls                                                                  |
| Malloti                                           | מַלּוֹתִי mallōtî                                            | künstliche Bildung von „reden“, „deuten“ | 1 Chr 25,4.26       | Tempelsänger                                                                         |
| Malluch                                           | מַלּוּךְ mallûḵ                                              | „Gott ist König“ oder „Gott herrscht als König“ oder „Gott berät“                                                                                 | 1 Chr 6,29          | Vater Abdis, Levit                                                                   |
| Malluch                                           | מַלּוּךְ mallûḵ                                              | „Gott ist König“ oder „Gott herrscht als König“ oder „Gott berät“                                                                                 | Esr 10,29           | Priester, in Mischehe lebend, Nachkomme Banis                                        |
| Malluch                                           | מַלּוּךְ mallûḵ                                              | „Gott ist König“ oder „Gott herrscht als König“ oder „Gott berät“                                                                                 | Esr 10,32           | Priester, in Mischehe lebend, Nachkomme Harims                                       |
| Malluch                                           | מַלּוּךְ mallûḵ                                              | „Gott ist König“ oder „Gott herrscht als König“ oder „Gott berät“                                                                                 | Neh 10,5 u. ö.      | Priester(familie) zur Zeit Nehemias                                                  |
| Malluch                                           | מַלּוּךְ mallûḵ                                              | „Gott ist König“ oder „Gott herrscht als König“ oder „Gott berät“                                                                                 | Neh 10,28           | Oberhaupt des Volkes zur Zeit Nehemias                                               |
| Mamre                                             | מַמְרֵא mamrēʾ                                              | unsicher, vllt. „mästen“ | Gen 14,13.24        | Amoriter, Eichenbesitzer, Bruder Eschkols und Aners                                  |
| Manaën                                            | Μαναήν Manaēn                                            | „Tröster“ | Apg 13,1            | Jugendgefährte des Tetrarchen Herodes, Prophet und Lehrer der Gemeinde von Antiochia |
| Manahat                                           | מָנַחַת mānaḥat                                             | vllt. „Ruhe“, „Ruheplatz“, „Heimat“ oder „schenken“                                                                                               | Gen 36,23 u. ö.     | Sohn Schobals, Nachkomme Esaus                                                       |
| Manasse                                           | מְנַשֶּׁה mənaššæ                                             | „einer, der [den Tod eines Familienangehörigen] vergessen macht“                                                                                  | Gen 41,51 u. ö.     | Manasse, Erstgeborener Josefs                                                        |
| Manasse                                           | מְנַשֶּׁה mənaššæ                                             | „einer, der [den Tod eines Familienangehörigen] vergessen macht“                                                                                  | 2 Kön 20,21 Mt 1,10 | Manasse, Sohn Hiskias, König von Juda                                                |
| Manasse                                           | מְנַשֶּׁה mənaššæ                                             | „einer, der [den Tod eines Familienangehörigen] vergessen macht“                                                                                  | Esra 10,30          | in Mischehe Lebender, Nachkomme Pahat-Moabs                                          |
| Manasse                                           | מְנַשֶּׁה mənaššæ                                             | „einer, der [den Tod eines Familienangehörigen] vergessen macht“                                                                                  | Esra 10,33          | in Mischehe Lebender, Nachkomme Haschums                                             |
| Manoach                                           | מָנוֹחַ mānōaḥ                                              | „Ruhe“, „Ruheplatz“, „Heimat“ oder „schenken“ | Ri 13,2 u. ö.       | Daniter, Vater Simsons                                                               |
| Maoch                                             | מָעוֹךְ māʿōḵ                                               | unklar | 1 Sam 27,2          | Vater Achischs, des Königs von Gat                                                   |
| Maon                                              | מָעוֹן māʿōn                                               | „Wohnung“, „Wohnsitz“ | 1 Chr 2,45          | Kalebiter, Sohn Schammais, Vater Bet-Zurs                                            |
| Mara                                              | מָרָא mārāʾ                                                | „bitter“, „die Verbitterte“ | Rut 1,20            | Name Noomis nach der Rückkehr aus Moab                                               |
| Marescha                                          | מָרֵשָׁה mārešâ                                              | „Kuppenort“ | 1 Chr 2,42          | zweiter Sohn Kalebs, Vater Hebrons                                                   |
| Maria                                             | Μαρία María und Μαριάμ Maríam                            | unsicher und umstritten | Mt 1,18 u. ö.       | Maria, Mutter Jesu                                                                   |
| Maria                                             | Μαρία María und Μαριάμ Maríam                            | unsicher und umstritten | Mt 27,56 u. ö.      | Maria aus Magdala                                                                    |
| Maria                                             | Μαρία María und Μαριάμ Maríam                            | unsicher und umstritten | Mt 27,56 u. ö.      | Maria, die Mutter des Jakobus                                                        |
| Maria                                             | Μαρία María und Μαριάμ Maríam                            | unsicher und umstritten | Lk 10,39 u. ö.      | Maria, Marthas Schwester                                                             |
| Maria                                             | Μαρία María und Μαριάμ Maríam                            | unsicher und umstritten | Joh 19,25           | Maria, die Frau des Klopas                                                           |
| Maria                                             | Μαρία María und Μαριάμ Maríam                            | unsicher und umstritten | Apg 12,12           | Mutter des Johannes Markus                                                           |
| Maria                                             | Μαρία María und Μαριάμ Maríam                            | unsicher und umstritten | Röm 16,6            | Gegrüßte im Römerbrief                                                               |
| Markus                                            | Μᾶρκος Mârkos                                            | unbekannt, vllt. „dem Mars geweiht“ oder „männlich“, „viril“                                                                                      | Apg 12,12 u. ö.     | Johannes Markus, Vetter des Barnabas                                                 |
| Marsena                                           | מַרְסְנָא marsənāʾ                                           | unbekannt | Est 1,14            | Weiser am Hof des Artaxerxes                                                         |
| Marta                                             | Μάρθα Mártha                                             | „Herrin“ | Lk 10,38 u. ö.      | Schwester der Maria                                                                  |
| Masai                                             | מַעְשַׂי maʿśaj                                              | „Werk [JHWHs]“ | 1 Chr 9,12          | Sohn Adiëls, Einwohner Jerusalems                                                    |
| Masch                                             | מַשׁ maš                                                   | unbekannt | Gen 10,23 u. ö.     | Masch, Sohn Arams, Nachkomme Noachs                                                  |
| Masch                                             | מַשׁ maš                                                   | unbekannt | Gen 25,14 u. ö.     | Sohn Ismaels                                                                         |
| Massa                                             | מַשָּׂא maśśāʾ                                               | unbekannt | Gen 25,14 u. ö.     | Sohn Ismaels, Enkel Abraham                                                          |
| Matred                                            | מַטְרֵד maṭrēd                                              | unsicher, vllt. „fortdauern“ oder „Hadad lässt regnen“                                                                                            | Gen 36,39 u. ö.     | Mutter Mehetabels, Schwiegermutter des Königs Hadar, Tochter Me-Sahabs               |
| Mattan                                            | מַתָּן mattān                                               | „Gabe [JHWHs/Gottes]“ | 2 Kön 11,18 u. ö.   | Baalspriester                                                                        |
| Mattan                                            | מַתָּן mattān                                               | „Gabe [JHWHs/Gottes]“ | Jer 38,1            | Vater Schefatjas                                                                     |
| Mattan                                            | Ματθάν Matthán                                           | „Gabe [JHWHs/Gottes]“ | Mt 1,15 u. ö.       | Vorfahr Jesu, Sohn Eleasars, Vater Jakobs                                            |
| Mattanja                                          | מַתַּנְיָהוּ mattanjāhū                                        | „Gabe JHWHs“ | 1 Chr 25,4.16       | Sohn Hemans, Levit                                                                   |
| Mattanja                                          | מַתַּנְיָהוּ mattanjāhū                                        | „Gabe JHWHs“ | 2 Chr 29,13         | Levit, Asaphit                                                                       |
| Mattanja                                          | מַתַנְיָה mattanjâ                                           | „Gabe JHWHs“ | 2 Kön 24,17         | Jüdäischer König                                                                     |
| Mattanja                                          | מַתַנְיָה mattanjâ                                           | „Gabe JHWHs“ | 1 Chr 9,15 u. ö.    | Leviten, Nachkommen Asaphs                                                           |
| Mattanja                                          | מַתַנְיָה mattanjâ                                           | „Gabe JHWHs“ | Esr 10,26 u. ö.     | verschiedene Personen                                                                |
| Mattat                                            | Μαθθάτ Maththát                                          | „Geschenk“, „Gabe“ | Lk 3,24             | Vorfahr Jesu, Sohn Levis, Vater Elis                                                 |
| Mattat                                            | Μαθθάτ Maththát                                          | „Geschenk“, „Gabe“ | Lk 3,29             | Vorfahr Jesu, Sohn Levis, Vater Jorims                                               |
| Mattata                                           | Ματταθά Mattathá                                         | „Gabe [Gottes]“, „Geschenk [Gottes]“ | Lk 3,31 u. ö.       | im Stammbaum Jesu                                                                    |
| Mattatias                                         | Ματταθίας Mattathías                                     | „Gabe JHWHs“, „Geschenk JHWHs“ | 1 Makk 2,1          | Mattatias, Priester aus dem Geschlecht Jojaribs                                      |
| Mattatias                                         | Ματταθίας Mattathías                                     | „Gabe JHWHs“, „Geschenk JHWHs“ | 1 Makk 11,70        | Truppenführer                                                                        |
| Mattatta                                          | מַתַּתָּה mattattâ                                            | „Gabe [Gottes]“, „Geschenk [Gottes]“ | Esr 10,33           | Nachkomme Haschums, in Mischehe Lebender                                             |
| Mattenai                                          | מַתְּנַי mattənaj                                            | „Gabe JHWHs“ | Esr 10,33           | Nachkomme Haschums, in Mischehe Lebender                                             |
| Mattenai                                          | מַתְּנַי mattənaj                                            | „Gabe JHWHs“ | Esr 10,37           | Nachkomme Banis, in Mischehe Lebender                                                |
| Mattenai                                          | מַתְּנַי mattənaj                                            | „Gabe JHWHs“ | Neh 12,19           | Priester                                                                             |
| Matthäus                                          | Ματθαῖος Matthaîos und Μαθθαῖος Maththaîos               | „Gabe JHWHs“ | Mt 9,9 u. ö.        | Zöllner                                                                              |
| Matthias                                          | Μαθθίας Maththías                                        | „Gabe JHWHs“, „Geschenk JHWHs“ | Apg 1,23.36         | Jünger Jesu, Ersatz für Judas                                                        |
| Mattitja                                          | מַתִּתְיָהוּ mattitjāhū und מַתִּתְיָה mattitjâ                     | „Gabe JHWHs“, „Geschenk JHWHs“ | 1 Chr 9,31 u. ö.    | Tempelsänger                                                                         |
| Mattitja                                          | מַתִּתְיָה mattitjâ                                           | „Gabe JHWHs“, „Geschenk JHWHs“ | 1 Chr 16,5          | Tempelsänger                                                                         |
| Mattitja                                          | מַתִּתְיָה mattitjâ                                           | „Gabe JHWHs“, „Geschenk JHWHs“ | Esr 10,43           | Priester, in Mischehe lebend, Nachkomme Nebos                                        |
| Mattitja                                          | מַתִּתְיָה mattitjâ                                           | „Gabe JHWHs“, „Geschenk JHWHs“ | Neh 8,4             | Levit zur Zeit Esras                                                                 |
| Mattitja                                          | Ματταθίας Mattathías                                     | „Gabe JHWHs“, „Geschenk JHWHs“ | Lk 3,25             | Vorfahr Jesu, Sohn des Amos, Vater Josefs                                            |
| Mattitja                                          | Ματταθίας Mattathías                                     | „Gabe JHWHs“, „Geschenk JHWHs“ | Lk 3,26             | Vorfahr Jesu, Sohn Schimis, Vater Mahats                                             |
| Me-Sahab                                          | מֵי זָהָב mê sāhāḇ                                          | „Goldwasser“ | Gen 36,39           | Vater Matreds, Großvater Mehutabels, der Frau des Königs Hadar                       |
| Mebunnai                                          | מְבֻנַּי məḇunnaj                                            | Textfehler | 2 Sam 23,27         | Huschiter, Held Davids, der Name lautet in 1 Chr 11,29 Sibbechai                     |
| Medad                                             | מֵידָד mēdād                                               | „Freund“ | Num 11,26f          | Mit dem Geist Gottes Begnadeter                                                      |
| Medan                                             | מְדָן mədān                                                | unsicher, vllt. „niedrig“, „dürftig“ | Gen 25,2 u. ö.      | Sohn Abrahams und Keturas                                                            |
| Mefi-Boschet                                      | מְפִי־בֹשֶׁת məp̄î-ḇōšæt, מְפִיבֹשֶׁת məp̄îḇōšæt und מְפִבֹשֶׂת məp̄iḇōšæt | „aus dem Mund Baals“, verändert zu „aus dem Mund der Schande“                                                                                     | 2 Sam 21,8          | Sohn des Jonatan, verm. identisch mit Merib-Baal (s. u., vgl. ELB und LUT)           |
| Mehetabel                                         | מְהֵטַבְאֵל məhēṭaḇʾēl                                        | „Gutes erweisend ist Gott“ | Neh 6,10            | Vater Delajas                                                                        |
| Mehetabel                                         | מְהֵטַבְאֵל məhēṭaḇʾēl                                        | „Gutes erweisend ist Gott“ | Gen 36,39 u. ö.     | Frau Hadad, des Königs von Edom, Tochter Matreds, Enkelin Me-Sahabs                  |
| Mehida                                            | מְחִידָא məḥîdāʾ                                            | unklar | Esr 2,52 u. ö.      | Tempelsklave                                                                         |
| Mehir                                             | מְחִיר məḥîr                                               | „Gegenwert“, „Kaufpreis“, „Bezahlung“, „Geld“, „Lohn“                                                                                             | 1 Chr 4,11          | Judäer                                                                               |
| Mehujaël                                          | מְחוּיָאֵל məḥūjāʾēlמְחִיּיָאֵל məḥijjjāʾēl                       | unklar, vllt. „Gott macht lebendig“ | Gen 4,18 u. ö.      | Nachkomme Kains, Enkel Henochs                                                       |
| Mehuman                                           | מְהוּמָן məhūmān                                            | unsicher, vllt. „Edelmut“ | Est 1,10            | Hofbeamter des Artaxerxes                                                            |
| Melatja                                           | מְלַטְיָה məlaṭjâ                                            | „JHWH rettet“ | Neh 3,7             | Gibeoniter                                                                           |
| Melchi                                            | Μελχί Melchí und Μελχεί Melcheí                          | „mein König“ | Lk 3,24             | Vorfahr Jesu, Sohn Jannais, Vater Levis                                              |
| Melchi                                            | Μελχί Melchí und Μελχεί Melcheí                          | „mein König“ | Lk 3,28             | Vorfahr Jesu, Sohn Addis, Vater Neris                                                |
| Melchisedek                                       | מַלְכִּי־צֶדֶק malkî-ṣædæq                                     | „König der Gerechtigkeit“, „mein König ist Gerechtigkeit“, „mein [göttlicher] König ist Gerechtigkeit“ oder „mein König ist [der Gott] Zedek“     | Gen 14,18 u. ö.     | König von Salem, Priester                                                            |
| Melea                                             | Μελεά Meleá                                              | vllt. „Fülle“, „Überfluss“ | Lk 3,31             | Vorfahr Jesu, Sohn Mennas, Vater Eljakims                                            |
| Melech                                            | מֶלֶךְ mælæḵ                                                | „[JHWH] ist König“ | 1 Chr 8,35 u. ö.    | Benjaminiter, Sohn Michas                                                            |
| Memuchan                                          | מְמוּכָן məmūḵān                                            | umstritten | Est 1,14            | persischer Hofbeamter                                                                |
| Menahem                                           | מְנַחֵם mənaḥēm                                             | „Tröster“ | 2 Kön 15,14 u. ö.   | König von Israel, Sohn Gadis                                                         |
| Menelaos                                          | מנלאוס                                                   | „Volksführer“ | 2 Makk 4,23         | Hohepriester                                                                         |
| Menna                                             | Μεννά Menná                                              | unklar | Lk 3,31             | im Stammbaum Jesu                                                                    |
| Meonotai                                          | מְעוֹנֹתַי məʿōnōtaj                                         | „Wohnung“, „Wohnsitz“ | 1 Chr 4,14          | Judäer                                                                               |
| Merab                                             | מֵרַב mēraḇ                                                | unklar, vllt. „Zuwachs“ | 1 Sam 14,49         | Tochter Sauls                                                                        |
| Meraja                                            | מְרָיָה mərājâ                                              | vllt. „JHWH hat gesegnet“ oder „widerspenstig“ | Neh 12,12           | Priester zur Zeit Jojakims und Familienoberhaupt                                     |
| Merajot                                           | מְרָיוֹת mərājōt                                            | „[JHWH] hat gesegnet“ oder „widerspenstig“ | 1 Chr 5,32 u. ö.    | Sohn Serachjas, Vater Amarjas                                                        |
| Merajot                                           | מְרָיוֹת mərājōt                                            | „[JHWH] hat gesegnet“ oder „widerspenstig“ | 1 Chr 9,11 u. ö.    | Sohn Zadoks, Vater Ahitubs                                                           |
| Merari                                            | מְרָרִי mərārî                                              | „[Gott] hat gesegnet“ | Gen 46,11 u. ö.     | Sohn Levis                                                                           |
| Merari                                            | Μεραρι Merari                                            | „[Gott] hat gesegnet“ | Jdt 16,6            | Sohn des Uz, Vater Judiths                                                           |
| Mered                                             | מֶרֶד mæræd                                                | unsicher, vllt. „Empörung“, „Abfall“ oder „er ist widerspenstig“, „er rebelliert“                                                                 | 1 Chr 4,17f         | Sohn Esras                                                                           |
| Meremot                                           | מְרֵמוֹת mərēmōt und מְרֵמֹת mərēmōt                           | „Mot segnet“ | Esr 8,33 u. ö.      | Priester(geschlecht)                                                                 |
| Meremot                                           | מְרֵמוֹת mərēmōt und מְרֵמֹת mərēmōt                           | „Mot segnet“ | Esr 10,36           | zur Zeit Esras                                                                       |
| Meres                                             | מֶרֶס mæræs                                                | umstritten | Est 1,14            | Weiser am Hof des Artaxerxes                                                         |
| Merib-Baal                                        | מְרִיב בָּעַל mərî bāʿal                                      | „Streiter ist Baal“, „Bekämpfer Baals“ | 2 Sam 4,4 u. ö.     | Sohn Jonatans, verm. identisch mit Mefi-Boschet, vgl. ELB und LUT.                   |
| Merib-Baal                                        | מְרִי־בַּעַל mərî bāʿal                                       | umstritten, vllt. „Gesegnet hat Baal“, „Stark ist Baal“ oder „Geliebt von Baal“ oder „mein Herr ist Baal“                                         | 1 Chr 9,40b         | Sohn Jonatans, verm. identisch mit Mefi-Boschet, vgl. ELB und LUT.                   |
| Merodach                                          | מְרֹדָךָ mərōdāḵā                                            | „Jungrind des Sonnengottes“ | Jer 50,2            | Babylonische Gottheit                                                                |
| Merodach-Baladan                                  | מְרֹדַךְ בַּלְאֲדָן mərōdaḵ balʾᵃdān                              | „Marduk hat [mir] einen Erbsohn gegeben“ | 2 Kön 20,12 u. ö.   | Sohn Baladans, König von Babel                                                       |
| Mescha                                            | מֵישַׁע mêšaʿ                                               | „Rettung“ | 2 Kön 3,4           | Mescha, König von Moab                                                               |
| Mescha                                            | מֵישָׁע mêšāʿ                                               | „Rettung“ | 1 Chr 2,42          | Erstgeborener Sohn Kalebs, Vater Sifs                                                |
| Meschach                                          | מֵישַׁךְ mêšaḵ                                               | unklar, vllt. „wer ist, was Aku ist“ oder „Schaf“                                                                                                 | Dan 1,7 u. ö.       | babylonischer Name für Mischaël                                                      |
| Meschech                                          | מֶשֶׁךְ mæšæḵ                                                | vllt. „hinziehen“ | Gen 10,2 u. ö.      | Sohn Jafets, Enkel Noachs                                                            |
| Meschelemja                                       | מְשֶׁלֶמְיָהוּ məšælæmjāhū und מְשֶׁלֶמְיָה məšælæmjâ                 | „JHWH ersetzt“, „ersetzt durch JHWH“, „Ersatz von seiten JHWHs“                                                                                   | 1 Chr 9,21 u. ö.    | levitischer Torwächter, Vater Secharjas                                              |
| Meschezabel                                       | מְשֵׁיזְבְאֵל məšêzḇəʾēl                                       | „Gott rettet“ | Neh 3,4             | Beteiligter am Mauerbau                                                              |
| Meschezabel                                       | מְשֵׁיזְבְאֵל məšêzḇəʾēl                                       | „Gott rettet“ | Neh 10,22           | Volksoberhaupt                                                                       |
| Meschezabel                                       | מְשֵׁיזְבְאֵל məšêzḇəʾēl                                       | „Gott rettet“ | Neh 11,24           | Vater Petachjas                                                                      |
| Meschillemot                                      | מְשִׁלֵּמוֹת məšîllēmōt und מְשִׁלֵּמִית məšîllēmît                  | „JHWH ersetzt“, „ersetzt durch JHWH“, „Ersatz von seiten JHWHs“                                                                                   | 1 Chr 9,12 u. ö.    | Sohn Immers, Vater Meschullams                                                       |
| Meschillemot                                      | מְשִׁלֵּמוֹת məšîllēmōt und מְשִׁלֵּמִית məšîllēmît                  | „JHWH ersetzt“, „ersetzt durch JHWH“, „Ersatz von seiten JHWHs“                                                                                   | 2 Chr 28,12         | Vater Berechjas                                                                      |
| Meschobab                                         | מְשׁוֹבָב məšōḇāḇ                                            | „der Zurückgebrachte“, „der Wiederhergestellte“, „Ersatz [für ein totes Kind]“                                                                    | 1 Chr 4,34          | von Simeon                                                                           |
| Meschullam                                        | מְשֻׁלָּם məšullām                                            | „der Ersetzte“ | 2 Kön 22,3          | Vater Azaljas                                                                        |
| Meschullam                                        | מְשֻׁלָּם məšullām                                            | „der Ersetzte“ | 1 Chr 3,19          | Sohn Serubbabels                                                                     |
| Meschullam                                        | מְשֻׁלָּם məšullām                                            | „der Ersetzte“ | 1 Chr 5,13          | Gaditer                                                                              |
| Meschullam                                        | מְשֻׁלָּם məšullām                                            | „der Ersetzte“ | 1 Chr 8,17          | Benjaminiter                                                                         |
| Meschullam                                        | מְשֻׁלָּם məšullām                                            | „der Ersetzte“ | 1 Chr 9,7 u. ö.     | Benjaminit                                                                           |
| Meschullam                                        | מְשֻׁלָּם məšullām                                            | „der Ersetzte“ | 1 Chr 9,8           | Sohn Schefatjas                                                                      |
| Meschullam                                        | מְשֻׁלָּם məšullām                                            | „der Ersetzte“ | 1 Chr 9,11 u. ö.    | Sohn Zadoks, Vater Hilkijas                                                          |
| Meschullam                                        | מְשֻׁלָּם məšullām                                            | „der Ersetzte“ | 1 Chr 9,12          | Sohn Meschillemots, Vater Jachseras                                                  |
| Meschullam                                        | מְשֻׁלָּם məšullām                                            | „der Ersetzte“ | 2 Chr 34,12         | Levit, Kehatiter                                                                     |
| Meschullam                                        | מְשֻׁלָּם məšullām                                            | „der Ersetzte“ | Esr 8,16            | Gesandter an Iddo                                                                    |
| Meschullam                                        | מְשֻׁלָּם məšullām                                            | „der Ersetzte“ | Neh 3,4 u. ö.       | Sohn Berechjas                                                                       |
| Meschullam                                        | מְשֻׁלָּם məšullām                                            | „der Ersetzte“ | Neh 3,6             | Sohn Besodjas                                                                        |
| Meschullam                                        | מְשֻׁלָּם məšullām                                            | „der Ersetzte“ | Neh 12,25           | levitischer Torwächter, möglicherweise identisch mit Schallum                        |
| Meschullemet                                      | מְשֻׁלֶּמֶת məšullæmæt                                         | „die Ersetzte“ | 2 Kön 21,19         | Mutter des Königs Amon von Juda, Tochter des Haruz aus Jotba                         |
| Metuschaël                                        | מְתוּשָׁאֵל mətūšāʾēl                                         | umstritten, vllt. „Mann Scheols“ oder „Mann Gottes“                                                                                               | Gen 4,18            | Sohn Mehujaëls, Vater Lamechs                                                        |
| Metuschelach                                      | מְתוּשֶׁלַח mətūšælaḥ                                         | umstritten, vllt. „Mann Scheols“ | Gen 5,21            | Sohn Henochs, Vater Lamechs                                                          |
| Mibhar                                            | מִבְחָר miḇḥār                                              | „Auserlesenes“, „Bestes“ | 2 Sam 23,36         | Held Davids aus Gat                                                                  |
| Mibsam                                            | מִבְשָׂם miḇšām                                              | „Duft“, „Wohlgeruch“, „Balsamöl“ | Gen 25,13 u. ö.     | Sohn Ismaels, Enkel Abrahams                                                         |
| Mibsam                                            | מִבְשָׂם miḇšām                                              | „Duft“, „Wohlgeruch“, „Balsamöl“ | 1 Chr 4,25          | Simeonit                                                                             |
| Mibzar                                            | מִבְצָר miḇṣār                                              | „Befestigung“, „Festung“ | Gen 36,42 u. ö.     | Häuptling, Nachkomme Esaus                                                           |
| Micha                                             | מִיכָא mîḵāʾ                                               | „Wer ist wie [JHWH]?“ | Neh 10,12           | Levit                                                                                |
| Micha                                             | מִיכָא mîḵāʾ und מִיכָיְהוּ mîḵājəhū                           | „Wer ist wie [JHWH]?“ | Ri 17,1 u. ö.       | Mann vom Gebirge Ephraim; Macher von Götzenbildern                                   |
| Micha                                             | מִיכָה mîḵâ                                                | „Wer ist wie [JHWH]?“ | 1 Chr 5,5           | Nachkomme Schemajas                                                                  |
| Micha                                             | מִיכָה mîḵâ                                                | „Wer ist wie [JHWH]?“ | 1 Chr 23,20 u. ö.   | Levit                                                                                |
| Micha                                             | מִיכָה mîḵâ                                                | „Wer ist wie [JHWH]?“ | Neh 11,17           | Levit                                                                                |
| Micha                                             | מִיכָה mîḵâ und מִיכָיְהוּ mîḵājəhū                            | „Wer ist wie [JHWH]?“ | 2 Chr 18,14 u. ö.   | Micha der Sohn Jemlas                                                                |
| Micha                                             | מִיכָה mîḵâ und מִיכָיָה mîḵājâ                               | „Wer ist wie [JHWH]?“ | Mi 1,1 u. ö.        | Micha, Prophet                                                                       |
| Micha                                             | מִיכָא mîḵāʾ und מִיכָה mîḵâ                                 | „Wer ist wie [JHWH]?“ | 2 Sam 9,12 u. ö.    | Sohn Merib-Baals                                                                     |
| Micha                                             | מִיכָא mîḵāʾ und מִיכָה mîḵâ                                 | „Wer ist wie [JHWH]?“ | Neh 11,22 u. ö.     | Levit                                                                                |
| Michael                                           | מִיכָאֵל mîḵāʾēl                                            | „Wer ist wie Gott?“ | Num 13,13           | Vater Seturs, aus dem Stamm Ascher                                                   |
| Michael                                           | מִיכָאֵל mîḵāʾēl                                            | „Wer ist wie Gott?“ | 1 Chr 5,13          | Gaditer                                                                              |
| Michael                                           | מִיכָאֵל mîḵāʾēl                                            | „Wer ist wie Gott?“ | 1 Chr 5,14          | Sohn Jeschischais, Vater Gileads                                                     |
| Michael                                           | מִיכָאֵל mîḵāʾēl                                            | „Wer ist wie Gott?“ | 1 Chr 6,25          | Sohn Maasejas, Vater Schimas                                                         |
| Michael                                           | מִיכָאֵל mîḵāʾēl                                            | „Wer ist wie Gott?“ | 1 Chr 7,3           | Sohn Usis                                                                            |
| Michael                                           | מִיכָאֵל mîḵāʾēl                                            | „Wer ist wie Gott?“ | 1 Chr 8,16          | Benjaminiter                                                                         |
| Michael                                           | מִיכָאֵל mîḵāʾēl                                            | „Wer ist wie Gott?“ | 1 Chr 12,21         | Mann aus dem Stamm Manasse                                                           |
| Michael                                           | מִיכָאֵל mîḵāʾēl                                            | „Wer ist wie Gott?“ | 1 Chr 27,18         | Vater Omris aus dem Stamm Issachar                                                   |
| Michael                                           | מִיכָאֵל mîḵāʾēl                                            | „Wer ist wie Gott?“ | 2 Chr 21,2          | Sohn Joschafats                                                                      |
| Michael                                           | מִיכָאֵל mîḵāʾēl                                            | „Wer ist wie Gott?“ | Esr 8,8             | Vater Sebadjas, Nachkomme Schefatjas                                                 |
| Michael                                           | מִיכָאֵל mîḵāʾēl                                            | „Wer ist wie Gott?“ | Dan 10,13 u. ö.     | Erzengel Michael                                                                     |
| Michaja                                           | מִיכָיָהוּ mîḵājāhūמִיכָיְהוּ mîḵājəhū                           | „Wer ist wie JHWH?“ | 2 Chr 13,2 u. ö.    | Tochter Uriëls, Mutter Abijas                                                        |
| Michaja                                           | מִיכָיָהוּ mîḵājāhūמִיכָיְהוּ mîḵājəhū                           | „Wer ist wie JHWH?“ | 2 Chr 17,7          | Beamter des Königs Josaphat                                                          |
| Michaja                                           | מִיכָיְהוּ mîḵājəhū                                          | „Wer ist wie JHWH?“ | Jer 36,11.13        | Enkel des Kanzlers Schafan                                                           |
| Michaja                                           | מִיכָיָה mîḵājâ                                             | „Wer ist wie JHWH?“ | Neh 12,35           | Sohn Sakkurs, Vater Mattanjas                                                        |
| Michaja                                           | מִיכָיָה mîḵājâ                                             | „Wer ist wie JHWH?“ | Neh 12,41           | Priester                                                                             |
| Michal                                            | מִיכַל mîḵal                                               | unsicher, vllt. vom ugaritischen Gottesnamen MLK oder „Wer ist wie JHWH?“ oder „können“, „vermögen“ oder „Wer ist wie Gott?“ oder „Bach“, „Strom“ | 1 Sam 14,49 u. ö.   | Tochter Sauls                                                                        |
| Michri                                            | מִכְרִי miḵrî                                               | „zum Verkauf bestimmte Ware“, „Kaufpreis“, „Wert“ oder „[von Gott] gekauft“                                                                       | 1 Chr 9,8           | Vater Usis                                                                           |
| Midian                                            | מִדְיָן midjān                                              | unsicher, vllt. „sich erstrecken“, „Ausdehnung“                                                                                                   | Gen 25,2 u. ö.      | Sohn Abrahams und Keturas                                                            |
| Mijamin                                           | מִיָּמִין mijjāmînמִיָּמִן mijjāmin                              | „von rechts“ i. S. v. „Glückskind“ oder „Sohn der rechten Seite“, i. S. v. „geliebter Sohn“, „der besonders Geehrte“                              | Neh 10,8 u. ö.      | Priester + Esr 10,25 in Mischehe Lebender, Nachkomme Paroschs                        |
| Miklot                                            | מִקְלוֹת miqlōt                                             | unsicher, vllt. „Stab“ oder „rösten“ oder „gering sein“                                                                                           | 1 Chr 8,32 u. ö.    | Sohn Jëiëls, Vater Schimas                                                           |
| Miklot                                            | מִקְלוֹת miqlōt                                             | unsicher, vllt. „Stab“ oder „rösten“ oder „gering sein“                                                                                           | 1 Chr 27,4          | Heereskommandant unter David                                                         |
| Mikneja                                           | מִקְנֵיָהוּ miqnējāhū                                         | „Geschöpf JHWHs“, „Eigentum JHWHs“ | 1 Chr 15,18.21      | Levit                                                                                |
| Milalai                                           | מִלֲלַי milᵃlaj                                             | „reden“, „übertriebene Zeichen geben“, „deuten“                                                                                                   | Neh 12,36           | Priester, Musiker bei der Einweihung der Stadtmauer                                  |
| Milka                                             | מִלְכָּה milkâ                                               | „Königin“ | Gen 11,29 u. ö.     | Frau Nahors, Tochter Harans                                                          |
| Milka                                             | מִלְכָּה milkâ                                               | „Königin“ | Num 26,33 u. ö.     | Tochter Zelofhads                                                                    |
| Minjamin                                          | מִנְיָמִין mijāmîn                                           | „von rechts“ i. S. v. „Glückskind“ oder „Sohn der rechten Seite“, i. S. v. „geliebter Sohn“, „der besonders Geehrte“                              | 2 Chr 31,13         | Levit + Priester Neh 12,17 + Neh 12,41 Priester                                      |
| Mirjam                                            | מִירְיָם mîrām                                              | unsicher und umstritten | Ex 15,20 u. ö.      | Mirjam, Prophetin, Schwester Aarons                                                  |
| Mirjam                                            | מִירְיָם mîrām                                              | unsicher und umstritten | 1 Chr 4,17          | Judäerin                                                                             |
| Mirma                                             | מִרְמָה mirmâ                                               | vllt. „Betrug“, „Täuschung“ oder „werfen“, „schießen“                                                                                             | 2 Chr 8,10          | Benjaminit, Familienoberhaupt                                                        |
| Misa                                              | מִזָּה mizzâ                                                | unklar | Gen 36,13 u. ö.     | Sohn Reguëls, Enkel Esaus                                                            |
| Mischaël                                          | מִישָׁאֵל mîšāʾēl                                            | „Wer ist, was Gott ist?“ | Ex 6,22 u. ö.       | Sohn Usiëls, Enkel Kehats                                                            |
| Mischaël                                          | מִישָׁאֵל mîšāʾēl                                            | „Wer ist, was Gott ist?“ | Dan 1,6 u. ö.       | Gefährte Daniels, hebräischer Name Meschachs                                         |
| Mischaël                                          | מִישָׁאֵל mîšāʾēl                                            | „Wer ist, was Gott ist?“ | Neh 8,4             | Anwesend bei der Gesetzesverlesung                                                   |
| Mischam                                           | מִשְׁעָם mišʿām                                              | unklar, vllt. „der Ersetzte“ oder „Stab“ oder „Erhörung“, oder vllt. „die sich Šmʿ angeschlossen haben“                                           | 1 Chr 8,12          | Sohn Elpaals                                                                         |
| Mischma                                           | מִשְׁמָע mišmāʿ                                              | „Erhörung“ oder vllt. „die sich Šmʿ angeschlossen haben“                                                                                          | Gen 25,14 u. ö.     | Sohn Ismaels, Enkel Abrahams                                                         |
| Mischma                                           | מִשְׁמָע mišmāʿ                                              | „Erhörung“ oder vllt. „die sich Šmʿ angeschlossen haben“                                                                                          | 1 Chr 4,25f         | Sohn Mibsams, Vater Hammuëls, aus dem Stamm Simeon                                   |
| Mischmanna                                        | מִשְׁמַנָּה mišmannâ                                           | „Fett“ | 1 Chr 12,11         | Anhänger Davids                                                                      |
| Mispar                                            | מִסְפָּר mispār                                              | unsicher, vllt. „Zahl“ | Esr 2,2             | Nachexilischer Rückkehrer, auch Misperet                                             |
| Misperet                                          | מִסְפֶּרֶת mispæræt                                           | unsicher, vllt. „Zahl“ | Neh 7,7             | Nachexilischer Rückkehrer                                                            |
| Mizraim                                           | מִצְרַיִם miṣrajim                                           | unbekannt, hebräischer Name für Ägypten | Gen 10,6 u. ö.      | Sohn Kuschs, Enkel Noachs, auch Ägypten                                              |
| Mnason                                            | Μνάσων Mnásōn                                            | „der sich erinnern wird“ | Apg 21,16           | Jünger aus Zypern bei dem Paulus zu Gast war                                         |
| Moab                                              | מוֹאָב mōʾāḇ                                               | unsicher, vllt. „breites, ebenes Land“ | Gen 19,37 u. ö.     | Sohn der älteren Tochter Lots, Stammvater der Moabiter                               |
| Molechet                                          | מֹלֶכֶת mōlæḵæt                                             | „die Herrscherin“ | 1 Chr 7,18          | Schwester Gileads                                                                    |
| Molid                                             | מוֹלִיד mōlîd                                              | unsicher, vllt. „[Gott] lässt gebären“ | 1 Chr 2,29          | Jerachmeeliter                                                                       |
| Moloch                                            | מֹלֶךְ mōlæḵ                                                | umstritten, vllt. Ketib und Qere: „König“ und „Schande“, oder „Königtum“ oder „MLK-Opfer“ oder „Herrscher“                                        | Lev 18,21 u. ö.     | Kanaanäische Gottheit oder Bezeichnung einer Opferart                                |
| Mordechai                                         | מָרְדֳּכַי mårdåḵaj                                           | verm. Ableitung von Marduk | Est 2,5 u. ö.       | Vormund Esthers                                                                      |
| Mose                                              | מֹשֶׁה mōšæ                                                 | „[die Gottheit] hat geboren“ oder „Kind“ | Ex 2,10 u. ö.       | Prophet                                                                              |
| Moza                                              | מוֹצָא mōṣāʾ                                               | „Ausgang“, „Auszug“, „Aufgang“ | 1 Chr 2,46          | Sohn Kalebs und der Nebenfrau Efa                                                    |
| Moza                                              | מוֹצָא mōṣāʾ                                               | „Ausgang“, „Auszug“, „Aufgang“ | 1 Chr 8,36 u. ö.    | Sohn Simris, Vater Binas                                                             |
| Muppim                                            | מֻפִּים muppîm                                              | unbekannt | Gen 46,21           | achtältester Sohn Benjamins                                                          |
| Muschi                                            | מוּשִׁי mūšî                                                | unklar, vllt. „Abend“ oder „zart“, „weich“ | Ex 6,19             | Sohn Meraris, Enkel Levis                                                            |